# NGC 3199
NGC 3199 es una nebulosa de emisión en la constelación Carina. El objeto fue descubierto en 1826 por el astrónomo escocés James Dunlop. Es un arco de choque alrededor de la estrella central, WR 18, una estrella Wolf-Rayet.